# Heart of the Sunrise
«Heart of the Sunrise» es una canción de rock progresivo por la banda británica Yes. Fue publicada como la canción de cierre del álbum de 1971, Fragile. Los créditos de composición van para Jon Anderson, Bill Bruford, y Chris Squire, a pesar de que el tecladista Rick Wakeman contribuyó con algunas secciones sin acreditar.
Eventualmente, «Heart of the Sunrise» se convirtió en la quinta canción más tocada de la banda, y apareció en numerosos álbumes recopilatorios de la banda.

## Significado
Según Anderson, la canción trata sobre estar perdido en una ciudad. Esto fue explicado en numerosas giras. En la gira de Big Generator, Anderson dijo que la canción es acerca del poder y energía del sol. Sin embargo, en 1978, él dijo que la canción es sobre el poder del amor.

## Versiones en vivo
- Una versión grabada en Toronto, Ontario el 31 de octubre de 1972 fue publicada en la caja recopilatoria de 2015, Progeny: Seven Shows from Seventy-Two.[5]
- Una presentación grabada en 1978 en Oakland, fue lanzada por Rhino Records en el álbum The Word Is Live.[6]
- Una versión grabada en The Summit, Houston, Texas el 19 de febrero de 1988, fue publicada en la primera caja recopilatoria de la banda, Yesyears.[7]
- La canción fue publicada en el álbum doble de la banda de 1993, An Evening of Yes Music Plus, el cual fue grabado el 9 de septiembre de 1989 en el Shoreline Amphitheatre, California en los Estados Unidos.[8]
- Una versión grabada en Lyon, Francia el 1 de diciembre de 2009 fue publicada en In the Present – Live from Lyon.[9]

## Créditos
Créditos adaptados desde las notas del álbum. 
- Jon Anderson – voz principal
- Steve Howe – guitarra eléctrica, coros
- Bill Bruford – batería, percusión
- Chris Squire – bajo eléctrico, coros
- Rick Wakeman – órgano Hammond, Mellotron, Minimoog, piano